# Zabrodzie (Sokółka)
Zabrodzie – południowa część miasta Sokółki w Polsce, w województwie podlaskim, w powiecie sokólskim. 
Rozpościera się w rejonie ulicy Zabrodzie, na południowy wschód od centurm miasta, na południowym brzegu Sokołdy.